# Moraria laurentica
Moraria laurentica är en kräftdjursart som beskrevs av Willey 1927. Moraria laurentica ingår i släktet Moraria och familjen Canthocamptidae. Inga underarter finns listade i Catalogue of Life.